# Claorhynchus
Claorhynchus (лат.) — сомнительный род птицетазовых динозавров c неясным систематическим положением. Типовой и единственный вид — Claorhynchus trihedrus.

## История изучения
Голотип, AMNH 3978, был описан палеонтологом и натуралистом Эдвардом Дринкером Копом, который интерпретировал его как носовую и предчелюстную кости представителя семейства «Agathaumidae» (ныне Ceratopsidae); находка, по его словам, была сделана в формации Laramie в Колорадо. Вспоре после публикации описания были предложены альтернативные версии, рассматривавшие остатки как принадлежавшие гадрозавру. В 1904 году Франц Нопча вновь рассмтаривал род как цератопсида. В своей монографии Richard Swann Lull и Nelda E. Wright вновь рассматривали род как сомнительного гадрозаврида (в известных материалах указывалась премаксила и predentary).
Это мнение сохранялось до тех пор, пока Michael K. Brett-Surman не заявил в своей диссертации, что, заново открыв и изучив материал вместе с Douglas A. Lawson, он пришёл к выводу, что голотип, скорее всего, был частью черепного воротника цератопса (возможно, трицератопса). Эта информация дошла до серии энциклопедий о динозаврах Дональда Ф. Глата (Donald F. Glut) в искажённой форме: указывается, что чешуйчатая кость и зуб из Южной Дакоты были отнесены к этому роду, и именно их изучали Brett-Surman и Lawson, отдельно указав также предполагаемые останки челюсти. Кроме того, в других крупных обзорах этот род остаётся неопределённым Hadrosauridae incertae sedis и nomen dubium.